# Ljuben Berov
Ljuben Borisov Berov (in bulgaro Любен Борисов Беров?; Sofia, 6 ottobre 1925 – Sofia, 7 dicembre 2006) è stato un economista, storico e politico bulgaro e primo ministro della Repubblica di Bulgaria.

## Biografia
Ljuben Berov nacque a Sofia. Si diplomò al Primo liceo maschile di Sofia e nel 1949 si laureò in economia all'università di Sofia.
Insegnò storia dell'economia all'Istituto Economico Superiore "Karl Marx" dal 1950 al 1985, dove entrò come assistente e divenne in seguito professore (1971) fino alla discussione della sua dissertazione dedicata alla rivoluzione dei prezzi nei Balcani nel XVI-XVII secolo per il dottorato in scienze economiche. Dal 1950 al 1976 fu docente di Storia dell'Economia, vicedecano e decano. In seguito lavorò all'Istituto di Balcanistica all'Accademia Bulgara delle Scienze. Dal 1973 fu presidente della sezione bulgara all'Associazione Internazionale di Storia dell'Economia. Nel 1997 fu eletto membro-corrispondente dell'Accademia delle Scienze.
Nel 1990 Berov divenne consigliere del presidente Želju Želev, ed alla fine del 1992 fu incaricato di presiedere un nuovo governo, sostenuto dal Movimento per i Diritti e le Libertà (MDL) e dal Partito Socialista Bulgaro (PSB). Fu primo ministro per due anni.
Dal 1995 al 1997 fu membro ed in seguito presidente del Consiglio dei Direttori della "Centrale Agricola di Credito". Dal 1996 fu presidente del Consiglio Plenario della Banca d'Investimento Bulgaro-Russa (oggi Sibank). Dal 1998 fu presidente del Consiglio dei direttori della banca Agroprodukt.

## Opere
Berov ha pubblicato più di 200 libri, manuali ed articoli nel campo della storia dell'economia in Bulgaria ed in altri paesi dei Balcani.
- "Il capitalismo monopolista in Bulgaria" (Монополистическият капитализъм в България - 1958; come coautore)
- "Il profitto del capitale in Bulgaria fino al 1944" (Печалбата на капитала в България до 1944 г. - 1961)
- "Corso di storia economica della Bulgaria" (Курс по стопанска история на България - 1964; come coautore)
- "Situazione della classe lavorativa in Bulgaria durante il capitalismo" (Положение на работническата класа в България при капитализма - 1968)
- "Problemi economici del sistema socialista e capitalista dopo la seconda guerra mondiale" (Икономически проблеми на социалистическата и капиталистическата система след Втората световна война - 1969; come coautore)
- "Sviluppo economico della Bulgaria nei secoli" (Икономическото развитие на България през вековете - 1974)
- "Movimento dei prezzi nei Balcani dal XVI al XIX secolo" (Движение на цените на Балканите през XVI-XIX в. - 1976)
- "Problemi economici nei paesi in via di sviluppo" (Икономически проблеми на развиващите се страни - 1977)
- "Bulgaria (България - 1984)
- "Storia del movimento cooperativo in Bulgaria" (История на кооперативното движение в България - 1986; come coautore)
- "Protezionismo e concorrenza nei Balcani del XIX secolo" (Протекционализъм и конкуренция на Балканите през XIX век - 1989)
- "Sviluppo dell'industria in Bulgaria 1884-1947" (Развитието на индустрията в България 1884-1947 г. - 1989)
- "Storia dell'economia" (Стопанска история - 1994)
- "Storia del mondo" (История на света - 1996)